# Alfred Victorin
Karl Alfred Victorin, född 7 juli 1850 i Sankt Nikolai församling i Stockholm, död 15 mars 1907 i Gustav Vasa församling i stockholm, var en svensk översättare, bibliograf och författare.
Hans namn återfinns bland annat som redaktör för Svensk bokkatalog 1886-1895 (1900) och som sammanställare av en mängd bokauktionskataloger från 1879 och fram. Han skrev även Sånger och bilder (1889), "belönade med Svenska akademiens pris 1888" som undertiteln stolt deklarerade. Han var också verksam som översättare av poesi och prosa från tyska och franska.

## Översättningar
- Adelbert von Chamisso: Peter Schlemihls underliga historia (Peter Schlemihls wundersame Geschichte) (Fahlcrantz, 1889)
- Joseph von Eichendorff: Ur en dagdrivares levnad: novell (Gernandt, 1899)
- Victor Hugo: Valda lyriska dikter (Stockholm, 1899)
- Alfred de Musset: Nätterna och andra dikter (Bonnier, 1903)
- Felix Dahn: Trogen in i döden: berättelse från Karl den stores tid (Bis zum Tode getreu) (Björck & Börjesson, 1904)
- Friedrich Schiller: Valda lyriska dikter (Björck & Börjesson, 1905)
- Heinrich Heine: Sångernas bok (Björck & Börjesson, 1906)